# (597) Bandusia
(597) Bandusia – planetoida z grupy pasa głównego asteroid okrążająca Słońce w ciągu 4 lat i 136 dni w średniej odległości 2,67 j.a. Została odkryta 16 kwietnia 1906 roku w Landessternwarte Heidelberg-Königstuhl w Heidelbergu przez Maxa Wolfa. Nazwa planetoidy pochodzi od nazwy fontanny Bandusia znajdującej się w pobliżu Polezzo w regionie Apulia we Włoszech. Przed nadaniem nazwy planetoida nosiła oznaczenie tymczasowe (597) 1906 UB.